# 7,92 × 57 mm
Die Patrone 7,92 × 57 mm, auch als 8 × 57 IS „Infanterie Spitz“ bekannt, war die Standard-Gewehrpatrone des deutschen Militärs während der beiden Weltkriege. Sie ist als jagdliche Patrone nach wie vor im Gebrauch. Die 8 × 57 IS unterscheidet sich von der 8x57 I durch einen 0,1 mm größeren Geschossdurchmesser, der durch eine schwarz lackierte Ringfuge am Zündhütchen gekennzeichnet wurde. Sie ersetzte 1904/1905 die Patrone M/88 (8 × 57 I „Infanterie“) mit Vollmantel-Rundkopfgeschoss.

## Geschichte

### Entwicklung

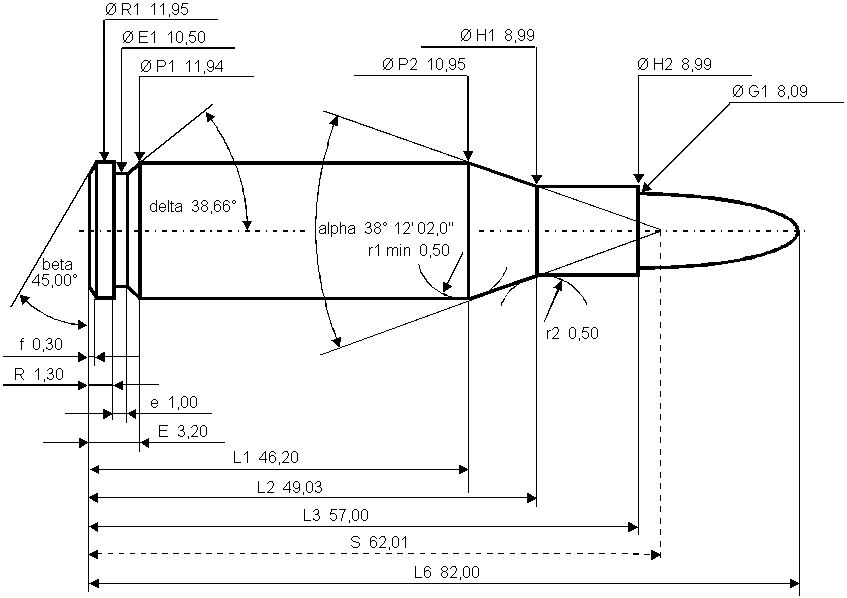
Maße 8 × 57 I

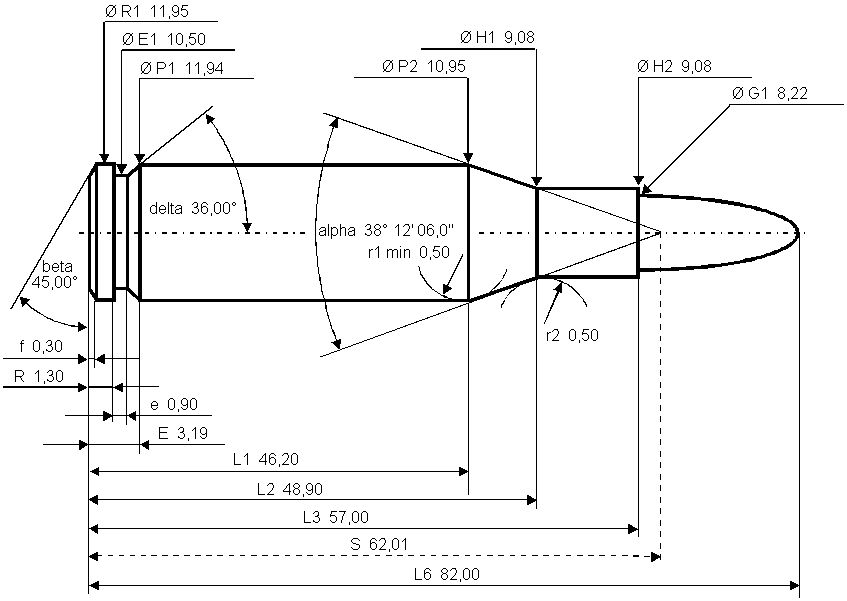
Maße 8 × 57 IS

Die Entwicklung der Gewehrpatrone 7,92 × 57 mm wurde ab 1887 von der deutschen Heeresleitung in Auftrag gegeben. Frankreich hatte 1886 die erste rauchschwache Gewehrmunition mit Nitrozellulose (8 × 50 mm R Lebel) zur Ordonnanz erklärt. Infolgedessen fürchtete das Deutsche Heer ins Hintertreffen zu geraten. Später folgten andere Staaten diesen Vorbildern. Österreich-Ungarn und das Königreich Portugal hatten bereits ab 1886 Schwarzpulvergewehre für das Kaliber 8 mm (8 × 50 mm R Mannlicher und 8 × 60 mm R Kropatschek), daher lag es nahe, dieses moderne Kaliber zu übernehmen. Bis 1888 war im deutschen Heer noch der Repetierer Modell 1871/84 mit seiner veralteten Munition im Kaliber 11 × 60 mm R im Einsatz. Die alte Mauser-Patrone hatte noch eine Schwarzpulver-Treibladung, während nunmehr mit der Erfindung der rauchschwachen Pulver viel kompaktere und vor allem rasantere Gewehrmunition zur Verfügung stand. Durch die mehr als einhundertjährige weltweite Einsatzzeit dieser Patrone sind zahlreiche Varianten für verschiedene Aufgabenstellungen entstanden. Die genaueren Zusatzbezeichnungen dieser knapp einhundert Varianten wurden von Munitionssammlern durch XCR-Codes im Bereich von 08-057-BBC-000 bis 08-057-BBC-999 erfasst.

## Militärischer Einsatz

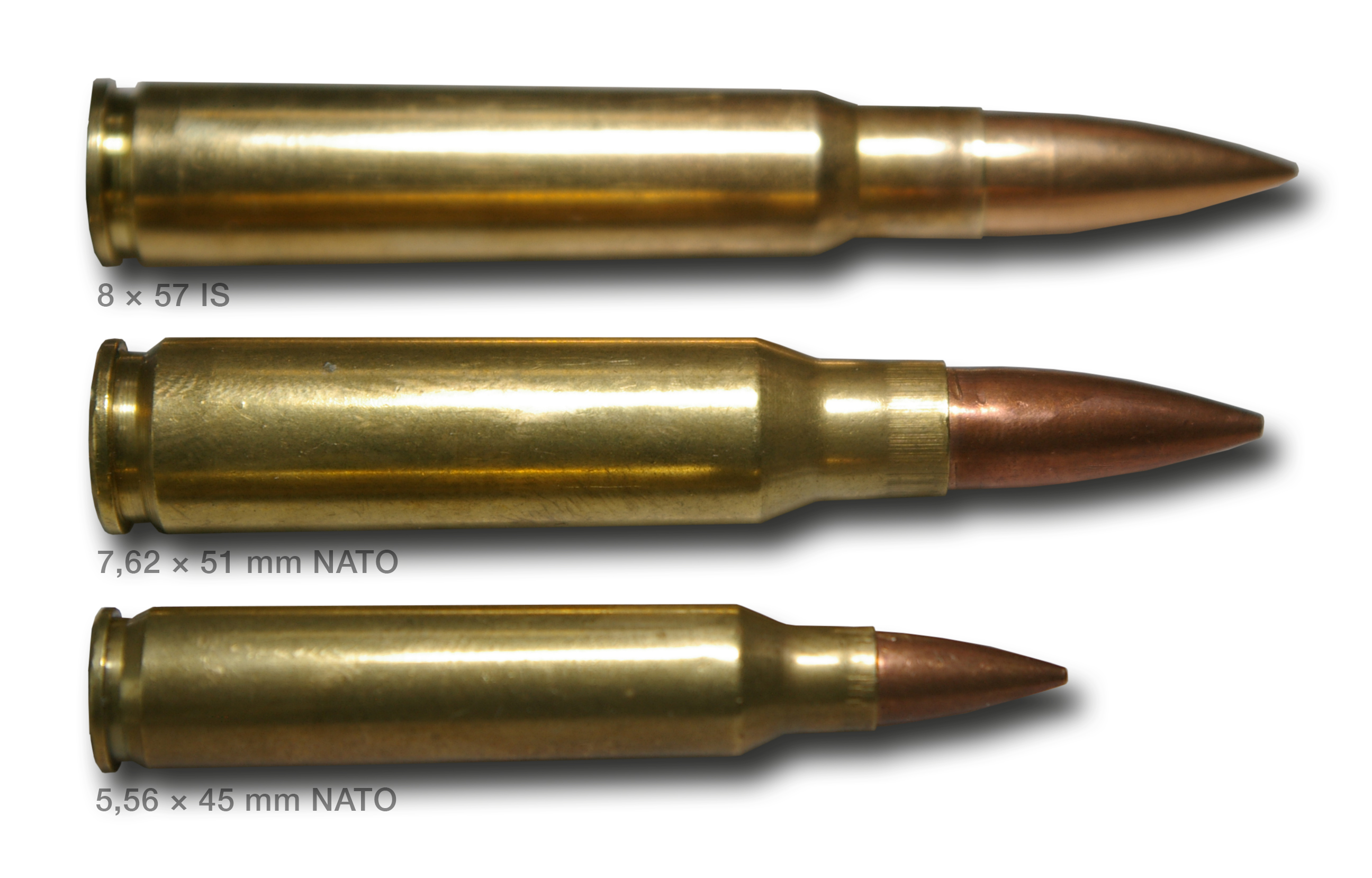
Die deutschen Heereskaliber im Vergleich, von oben nach unten:
8 × 57 mm IS
7,62 × 51 mm
5,56 × 45 mm

Bereits 1888 als Patrone M/88 (8 × 57 I „Infanterie“) für das Gewehr 88 auf den Markt gebracht und fast gleichzeitig als Jagdpatrone übernommen, war die Patrone ursprünglich mit einem Geschoss kleineren Durchmessers verladen. Das anfängliche Rundkopfgeschoss übernahm man für das Gewehr 98 vom Gewehr 88, da Preußen sich mit der Forderung durchsetzte, die alten Patronen 88 weiterhin zu verwenden. Der Auftrag für das Gewehr 98 ging schließlich an die Firma Mauser, sie sollte ein modernes Infanteriegewehr und die zugehörige Munition entwickeln. Das 14,7-g-Vollmantel-Rundkopfgeschoss wurde in den Jahren 1904–1905 durch das im Durchmesser größere 10,2-g-Spitzgeschoss („S-Geschoß“) ersetzt. Die von Anfang an vorhandenen Laufmaße 7,90/8,10 mm (ab 1894/95: 7,90/8,20) hatten sich als nicht günstig für das alte – in kombinierter Stauch-Press-Führung geführte – Geschoss erwiesen. Der vergrößerte Geschossdurchmesser verbesserte die Genauigkeit und erhöhte die Lauflebensdauer. Die Austrittsgeschwindigkeit erhöhte sich von 640 m/s auf 878 m/s. Ab 1933 wurde in der deutschen Infanterie ausschließlich das s.S-Geschoß („schweres Spitzgeschoß“) eingesetzt. Um Messing einzusparen, wurde später beim Karabiner 98 hauptsächlich Stahlhülsen-Munition verwendet. Um auch Blei einzusparen, wurde die s.S.-Patrone ab 1940 weitestgehend durch die S.m.E-Patrone (Spitzgeschoß mit Eisenkern) ersetzt. Für die Maschinengewehre MG34 und MG42 wurde vor allem für die Flugzeugbekämpfung das Geschoss weiterentwickelt (sS = schweres Spitzgeschoss, SmK = Spitzgeschoss mit (Stahl)Kern, SmKL = Spitzgeschoss mit (Stahl)Kern und Leuchtspur). Eine aus dem Zweiten Weltkrieg bekannte Munition mit Sprenggeschoss ist die „B-Patrone“ (Beobachter-Patrone), die beim Auftreffen einen Lichtblitz und eine weiße Rauchwolke erzeugte.
Da 1888 zunächst das kleinere Kaliber eingeführt und sehr bald Jagdwaffen dafür entwickelt worden waren, bestanden ab 1905 zwei sehr ähnliche Kaliber nebeneinander, die aber nicht willkürlich getauscht werden dürfen. Zwar kann man aus dem Lauf für die 8×57-mm-IS-Patronen die 8 × 57 I verschießen, jedoch aus dem Lauf mit dem geringeren Zugmaß nicht das größere Kaliber 8 × 57 IS, da dies zu einer Laufsprengung führen kann. Daher sollte 1939 die Normalisierungsverordnung hier Ordnung bringen.
In folgenden Infanteriewaffen des deutschen Heeres bzw. der deutschen Wehrmacht kam die Patrone zum Einsatz (um nur die wichtigsten zu nennen):
- Infanterie-Gewehr/Karabiner Mauser Modell 98
- Maschinengewehr MG 08
- Maschinengewehre MG 34 und MG 42
- Fallschirmjägergewehr FG 42
- Selbstladegewehre G41 und G43

Hinzu kamen gegen Kriegsende diverse Notkonstruktionen (Volkssturmgewehr VG1 und VG2).
| Die wichtigsten 7,92×57-mm-Patronen bei der deutschen Infanterie | Die wichtigsten 7,92×57-mm-Patronen bei der deutschen Infanterie | Die wichtigsten 7,92×57-mm-Patronen bei der deutschen Infanterie | Die wichtigsten 7,92×57-mm-Patronen bei der deutschen Infanterie | Die wichtigsten 7,92×57-mm-Patronen bei der deutschen Infanterie | Die wichtigsten 7,92×57-mm-Patronen bei der deutschen Infanterie | Die wichtigsten 7,92×57-mm-Patronen bei der deutschen Infanterie | Die wichtigsten 7,92×57-mm-Patronen bei der deutschen Infanterie | Die wichtigsten 7,92×57-mm-Patronen bei der deutschen Infanterie | Die wichtigsten 7,92×57-mm-Patronen bei der deutschen Infanterie | Die wichtigsten 7,92×57-mm-Patronen bei der deutschen Infanterie | Die wichtigsten 7,92×57-mm-Patronen bei der deutschen Infanterie | Die wichtigsten 7,92×57-mm-Patronen bei der deutschen Infanterie |
| Name | Jahr                                                             | Kaliber                                                          | Geschoß                                                          | Hülse                                                            | OAL                                                              | Gewicht                                                          | Treibladung                                                      | V0                                                               | Energie                                                          |                                                                  |                                                                  |                                                                  |
| --- | ---------------------------------------------------------------- | ---------------------------------------------------------------- | ---------------------------------------------------------------- | ---------------------------------------------------------------- | ---------------------------------------------------------------- | ---------------------------------------------------------------- | ---------------------------------------------------------------- | ---------------------------------------------------------------- | ---------------------------------------------------------------- | ---------------------------------------------------------------- | ---------------------------------------------------------------- | ---------------------------------------------------------------- |
| M/88 | 1888                                                             | 8.07 mm                                                          | 14.6 g                                                           | 57 mm                                                            | 80.6 mm                                                          |                                                                  |                                                                  | 640 m/s                                                          | 2983 J                                                           |                                                                  |                                                                  |                                                                  |
| S-Patrone | 1903                                                             | 8.2 mm                                                           | 10 g                                                             | 57 mm                                                            | 80.6 mm                                                          | 23.9 g                                                           | 3.2 g                                                            | 878 m/s                                                          | 3816 J                                                           |                                                                  |                                                                  |                                                                  |
| s.S.-Patrone | 1933                                                             | 8.2 mm                                                           | 12.8 g                                                           | 57 mm                                                            | 80.6 mm                                                          | 26.23 g                                                          | 2.85-2.75 g                                                      | 755 m/s                                                          | 3697 J                                                           |                                                                  |                                                                  |                                                                  |
| S.m.E.-Patrone | 1940                                                             | 8.2 mm                                                           | 11.55 g                                                          | 57 mm                                                            | 80.6 mm                                                          | 25.54 g                                                          | 2.8 g                                                            | 765 m/s                                                          | 3380 J                                                           |                                                                  |                                                                  |                                                                  |
| Die Daten für die M/88- und S-Patrone beziehen sich auf das Gewehr 98 mit einer Lauflänge von 74 cm. Die Daten für die s.S.- und S.m.E.-Patrone auf den Karabiner 98k mit einer Lauflänge von 60 cm. |                                                                  |                                                                  |                                                                  |                                                                  |                                                                  |                                                                  |                                                                  |                                                                  |                                                                  |                                                                  |                                                                  |                                                                  |

Nach dem Zweiten Weltkrieg setzte die neugegründete jugoslawische Volksarmee die Patrone ein, zunächst bei Nachbauten von Mauser-Gewehren, später auch beim Maschinengewehr M53 und dem Scharfschützengewehr M76.
Darüber hinaus wurde die Munition auch in den Armeen anderer Staaten eingesetzt, zum Beispiel in der Türkei, in der Tschechoslowakei, in Ägypten, im Iran, in Rumänien, in Polen, in Israel, im Königreich Jugoslawien und in den nationalchinesischen Streitkräften unter Chiang Kai-shek. Sie war während der Zwischenkriegszeit die verbreitetste Militärpatrone der Welt. Das Besa-Maschinengewehr der britischen Panzertruppe im Zweiten Weltkrieg war als ursprünglich tschechoslowakische Entwicklung der Waffenwerke Brünn ebenfalls für diese Patrone eingerichtet.

## Jagdlicher Einsatz

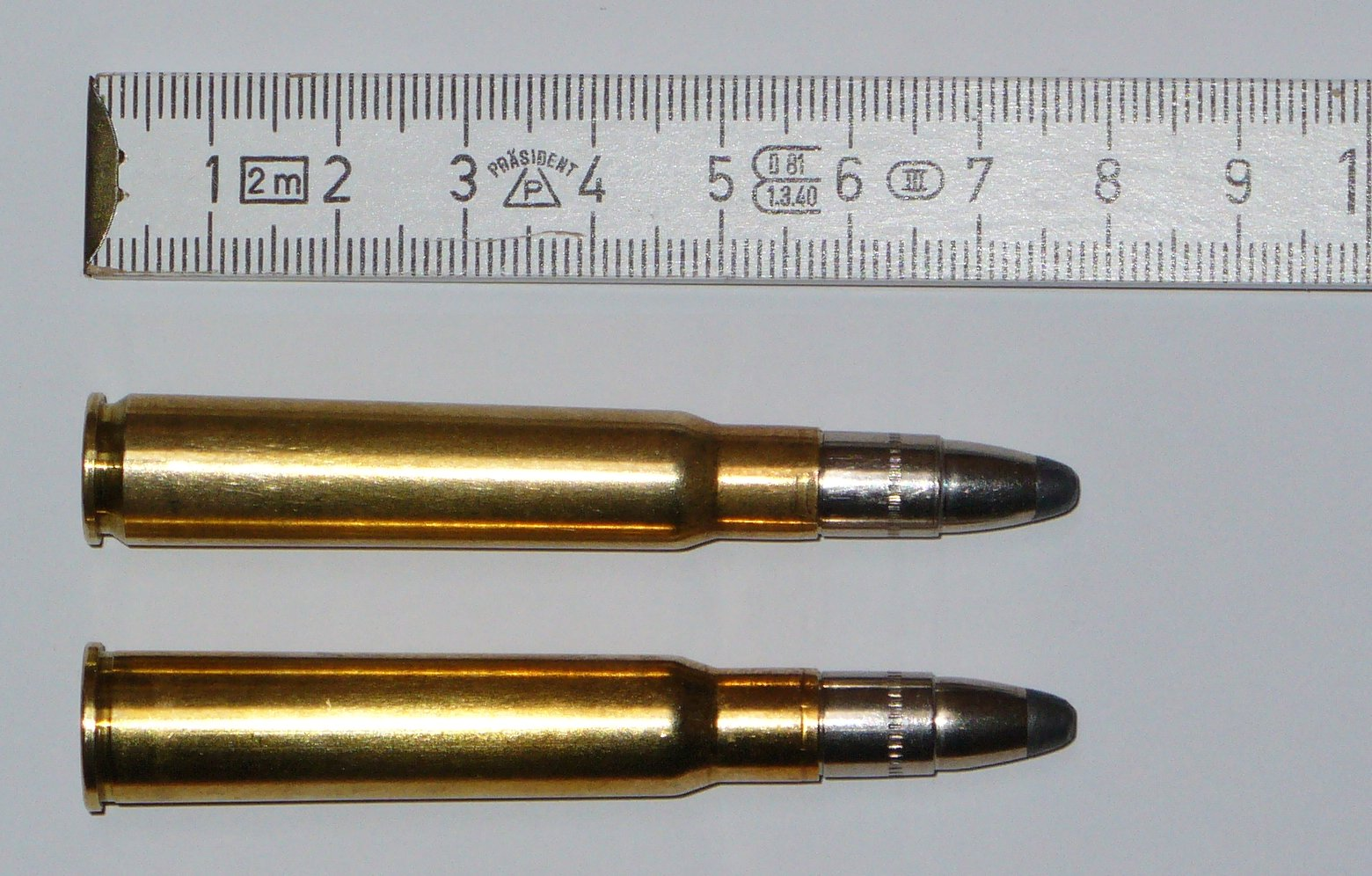
Oben: randlose Patrone 8 × 57 IS mit Auszieherrille
unten: Randpatrone 8 × 57 IRS

Die Patrone 8 × 57 IS wird seit Jahrzehnten in verschiedenen Varianten als Jagdmunition weiterproduziert. Ein Grund dafür war die einfache Verfügbarkeit alter Militärwaffen in diesem Kaliber, die einfach zu Jagdwaffen umgebaut werden konnten. Die 8 × 57 IS wird zu den sogenannten Mittelkalibern gerechnet und ist für alles europäische Wild geeignet. Die Patrone bietet ausreichende Leistungsreserven selbst für kapitales Rotwild, ohne jedoch beim Erlegen von leichtem Rehwild das Wildbret allzu sehr in Mitleidenschaft zu ziehen. Das Kaliber 8 × 57 ist für Kipplaufwaffen auch als Randpatrone mit der Bezeichnung 8 × 57 IRS verfügbar.